# Michael Wadleigh
Michael Wadleigh (Akron, 24 settembre 1942) è un regista, sceneggiatore e direttore della fotografia statunitense.
È principalmente noto per il documentario Woodstock - Tre giorni di pace, amore e musica da lui diretto.

## Biografia
Nativo di Akron, Ohio, Wadleigh entrò nel mondo della cinematografia quando aveva vent'anni lavorando come direttore della fotografia in pellicole indipendenti low-budget come David Holtzman's Diary, I Call First (entrambi del 1967), e My Girlfriend's Wedding (1969). Accreditato con il nome Michael Wadley, si guadagnò l'attenzione dei critici interessati ai film underground, pur non raggiungendo il grande pubblico.
Nel 1969, Wadleigh accettò la sfida di documentare il Festival di Woodstock. Arrivò sul posto a Bethel (New York) il 15 agosto, con svariati operatori e pellicola da girare. Il risultato, dopo la fase di montaggio, produsse un documentario della durata di 184 minuti. La Warner Bros., principale finanziatrice del documentario, lo distribuì nelle sale il 26 marzo 1970.
Il film, che costò circa 600,000 dollari, guadagnò più di 50 milioni di dollari nei soli Stati Uniti riscuotendo enorme successo in tutto il mondo, ma a causa di accordi pregressi con la Warner Bros., Wadleigh ricevette solo una piccola percentuale sui ricavi. Woodstock è considerato una pietra miliare nel campo della documentaristica, e vinse un premio Oscar nel 1971 come miglior documentario. Nel 1996 è stato scelto per essere conservato nel National Film Registry della Biblioteca del Congresso degli Stati Uniti.
Janis, documentario del 1974 su Janis Joplin, diede a Wadleigh ulteriore credito come direttore della fotografia per il suo materiale d'archivio, ma fu soltanto dopo undici anni dall'uscita di Woodstock che egli diresse la sua seconda ed ultima pellicola: Wolfen, la belva immortale, un horror del 1981, basato sul romanzo The Wolfen di Whitley Strieber. Il film venne lodato dai critici per la sua natura sognante e la qualità visionaria, ma nonostante questo non riscosse successo al botteghino concludendo di fatto la carriera da regista di Wadleigh.

## Filmografia

### Film
- David Holtzman's Diary (1967) - direttore della fotografia
- I Call First (1967) - direttore della fotografia
- No Vietnamese Ever Called Me Nigger (1968) - direttore della fotografia
- My Girlfriend's Wedding (1969) - direttore della fotografia
- Woodstock - Tre giorni di pace, amore e musica (1970) - regista, direttore della fotografia
- Janis (1974) - direttore della fotografia
- Wolfen, la belva immortale (1981) - regista, sceneggiatore, attore

### Video
- Jimi Hendrix: Live at Woodstock (1999) - regista, direttore della fotografia